# Schwarzenberg (Mangfallgebirge, Kiefersfelden)
Der Schwarzenberg ist ein 1208 m ü. NHN hoher Berg am östlichen Rand des Mangfallgebirges bei Kiefersfelden.

## Topographie
Der Schwarzenberg bildet am östlichen Rand des Mangfallgebirges einen recht eigenständigen Gipfel, ähnlich dem nördlichen Nachbarn, dem Wildbarren. Nach Westen folgt das Massiv des Brünnsteins. Der höchste Punkt ist teilweise weglos von Süden über die Ramsauer Alm zu erreichen. Nach Norden fällt der Schwarzenberg steiler ab.